# جولیا و جولیا
جولیا و جولیا (ایتالیایی: Giulia e Giulia) یک فیلم عاشقانه درام و فانتزی به کارگردانی پیتر دل مونته است که در سال ۱۹۸۷ منتشر شد.

## بازیگران
- کاتلین ترنر
- گابریل بیرن
- استینگ
- گابریله فرزتی
- آنجلا گودوین
- رناتو اسکارپا
- جان استاینر
- یورگو وویجیس
- لیدیا برکولینو
- فرانچسکا موتسیو